# Phoney Photos
Phoney Photos è un cortometraggio del 1918 diretto da Edwin Frazee con Stan Laurel. 
Rappresenta il quarto film girato dall'attore Stan Laurel dopo il cortometraggio Whose Zoo? girato sempre nel 1918.
Il cortometraggio è stato distribuito il 3 luglio 1918.